# Набережна Назукіна

Анотаційна дошка

На́бережна Назу́кіна (крим. Nazukin yalı kenarı) — головна набережна Балаклави. Набережна в нинішньому вигляді була побудована в основному в 1880-ті і 1890-ті роки на кошти міста. Роботи виконувалися місцевим підрядником А.Христосопуло. На набережній зосереджені розважальні заклади — ресторани, кафе, бари, тут знаходиться яхт-клуб, дайвінг-центр, міський пляж, кінотеатр, причали для приватних яхт і яликів, а також пасажирських катерів. Набережна починається від площі Першого Травня і закінчується поворотом на вулицю Рубцова.
З набережною Назукіна відкривається вид на Балаклавську бухту і гору Кастрон з руїнами фортеці Чембало.
Набережна носить ім'я матроса-підводника Назукіна Івана Андрійовича (1892—1920), який в 1917 році очолив Революційний комітет, пізніше Балаклавську раду, в період німецької окупації керував більшовицьким підпіллям.
Через особливості Балаклавської бухти (у ній не буває штормів) набережна імені Назукіна до 2004 року знаходилася майже на одному рівні з водою. На 2600-річчя Балаклави набережну вимостили сучасною бруківкою, і вона дещо піднялася над рівнем моря.

## Будівлі
- Колишній готель «Гранд Готель» (№ 3). Готель відкрився перший у місті, в 1887 році. Тут в 1904 році зупинявся російський письменник Олександр Купрін.
- Колишній прибутковий будинок А. Христосопуло (№ 6, 1890 роки)
- Колишній готель «Росія» (№ 21).
- Кінотеатр «Батьківщина» (№ 23) був побудований за радянських часів в «сталінському» стилі. Зараз закритий, знаходиться в аварійному стані.
- Колишня дача Мерецької (№ 27). За радянських часів тут розмістилася міська бібліотека імені О. І. Купріна. Це одна з найвиразніших споруд на набережній. Будівля була побудована на початку XX століття в еклектичному стилі, з використанням мотивів іспанського ренесансу. Будівля в плані чотирикутна, одноповерхова, з промовцем ризалітом у вигляді напівкруглої вежі, яка увінчана двома ярусами карнизів. Вежа прикрашена скульптурами грацій в нішах.
- Колишня дача актриси Соколової (№ 51). Колись був одним з найкрасивіших в місті, нині в руїнах. У його архітектурі використані мотиви італійського ренесансу. У флігелі будівлі в 1907 році зупинялася українська поетеса Леся Українка і її чоловік Климент Квітка. Тут поетеса написала вірш «Над горою зірниці блищать», працювала над поемами «В пущі» і «Руфін і Присцилла».

## Галерея

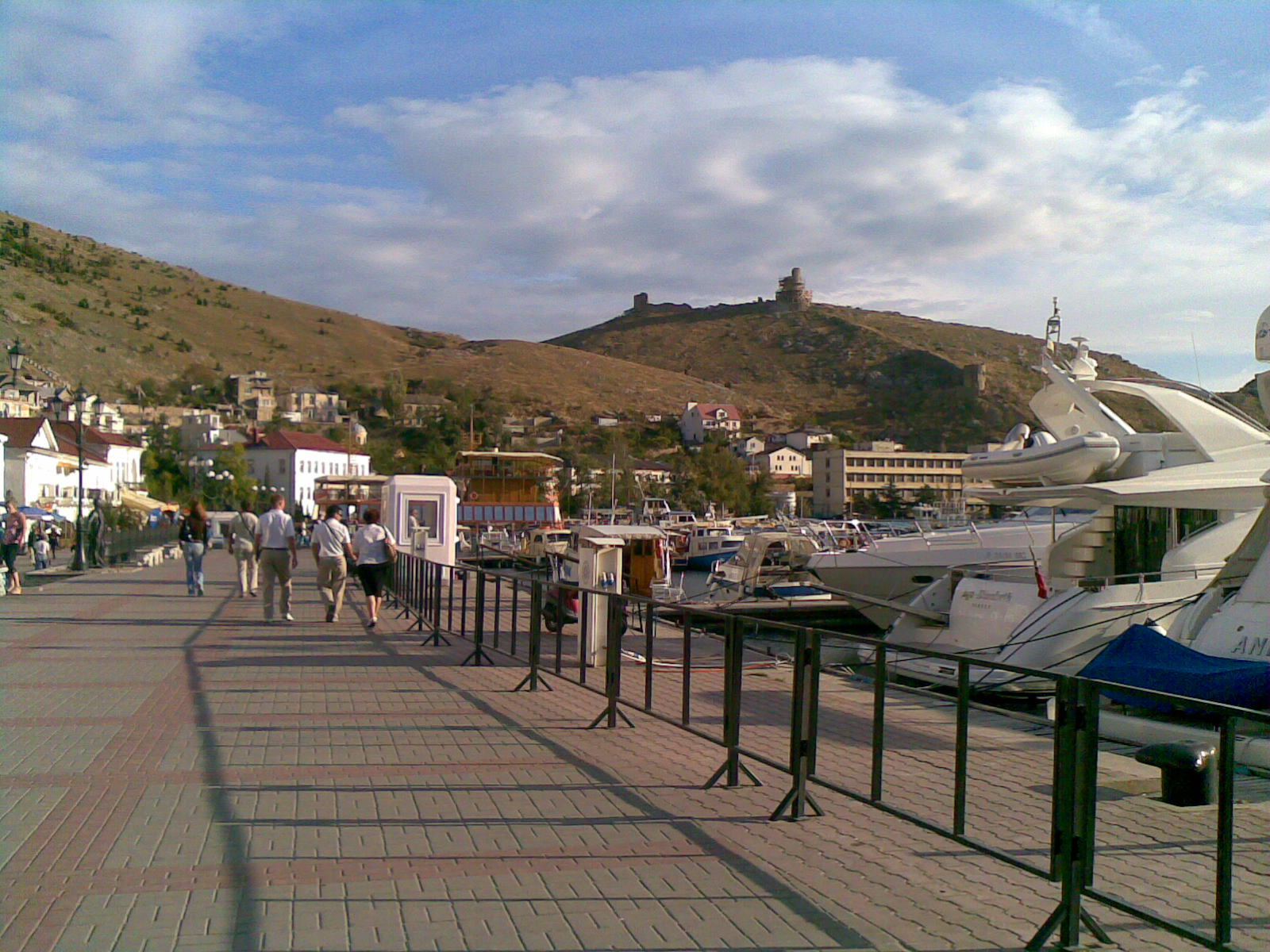
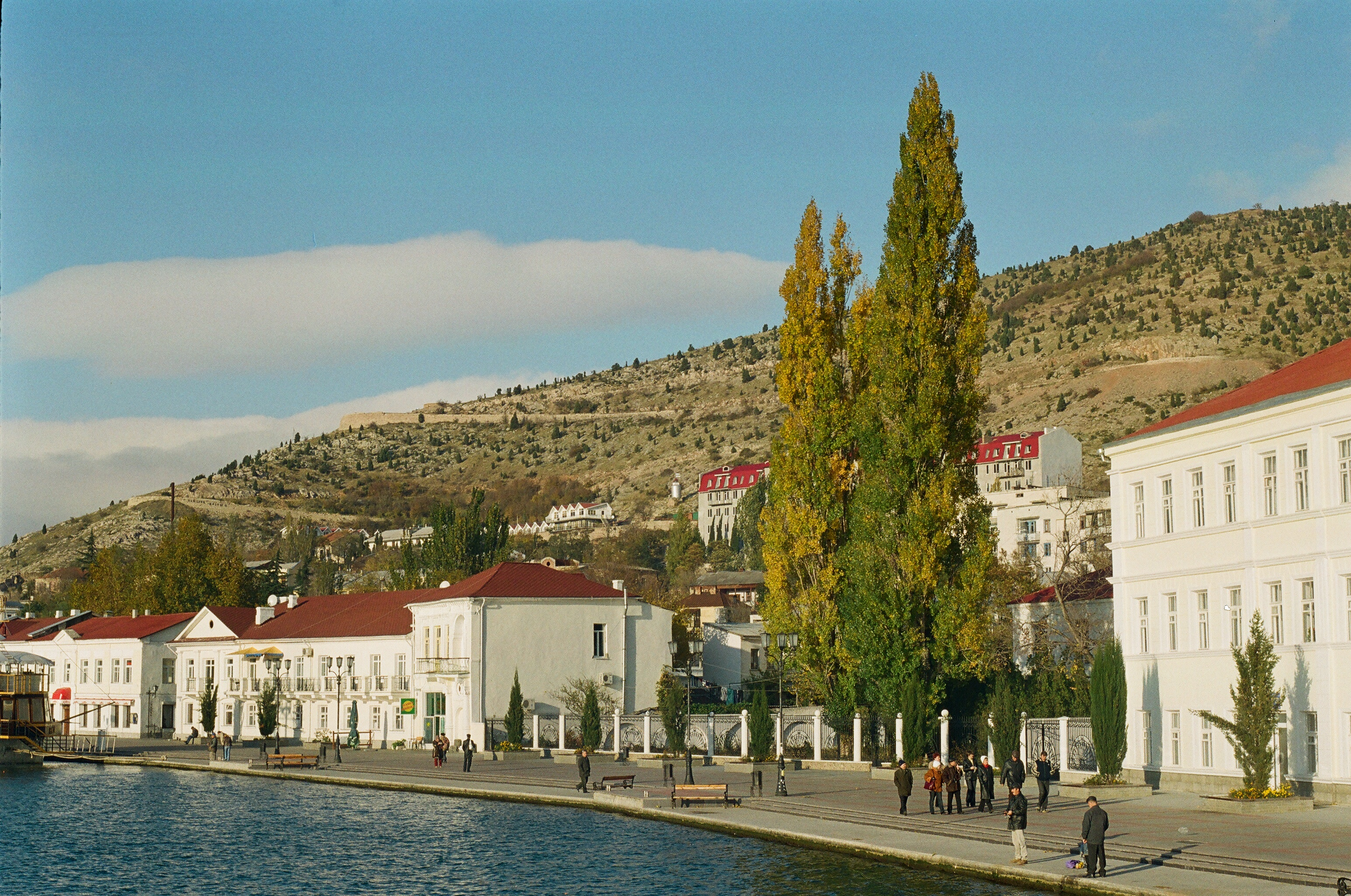
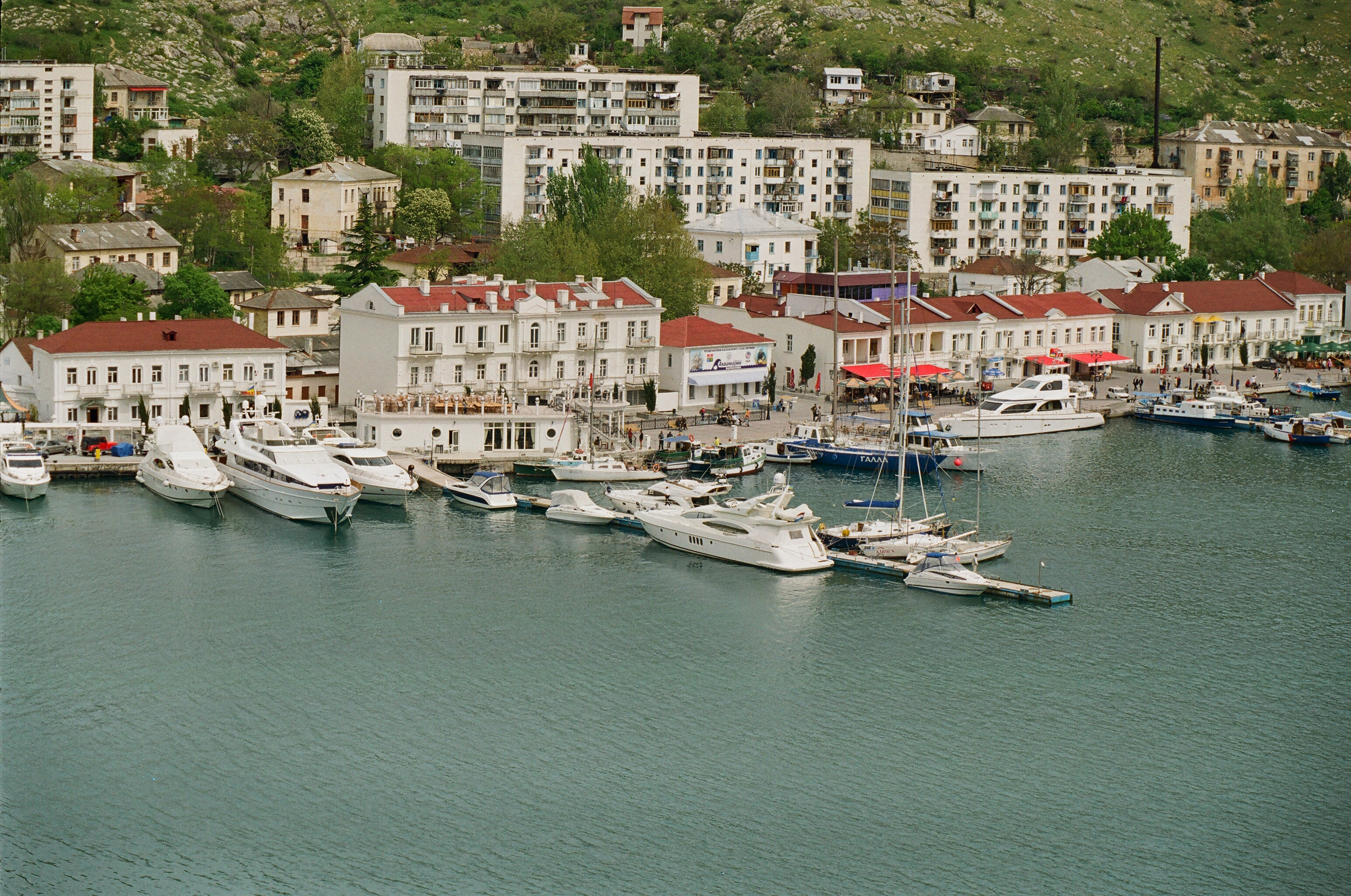
Вид на набережну
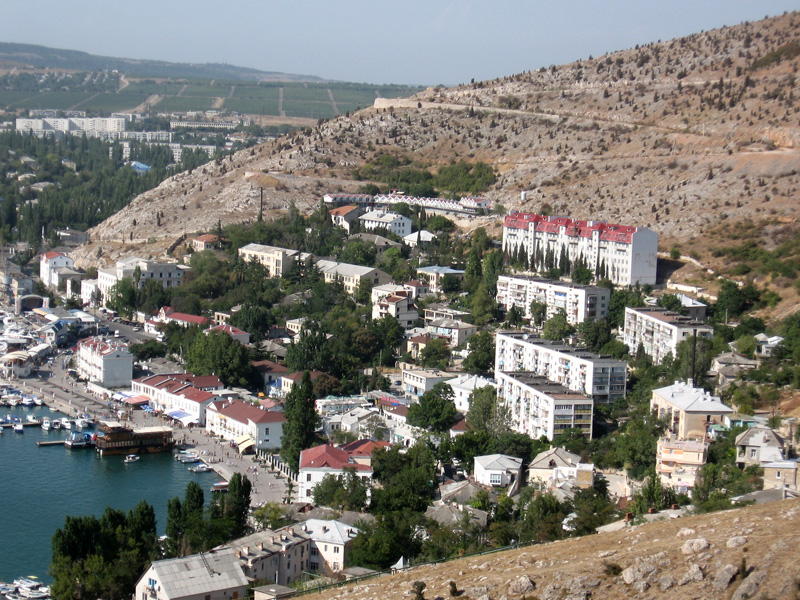
центр Балаклави на набережна
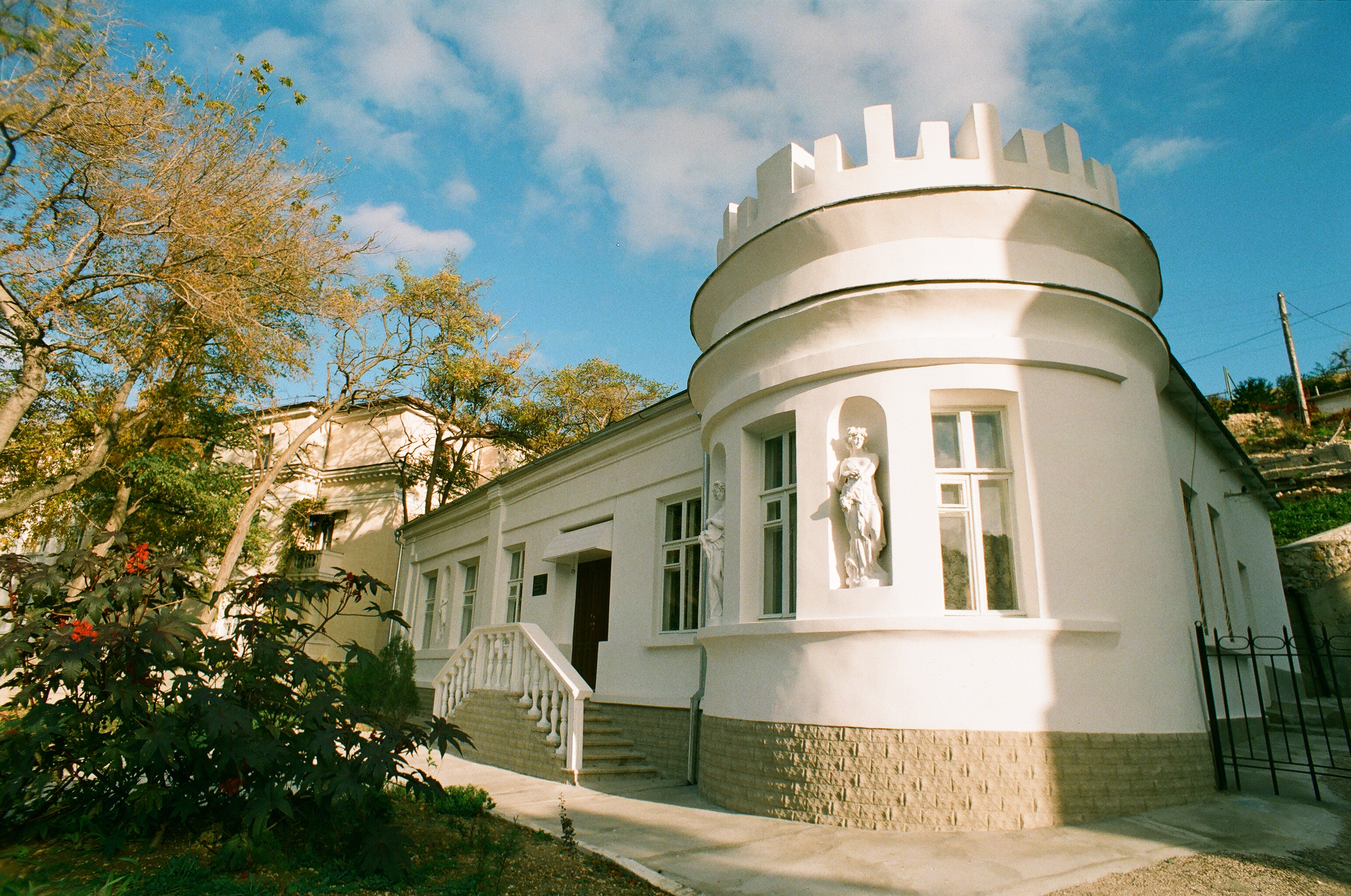
Бібліотека імені О. І. Купріна
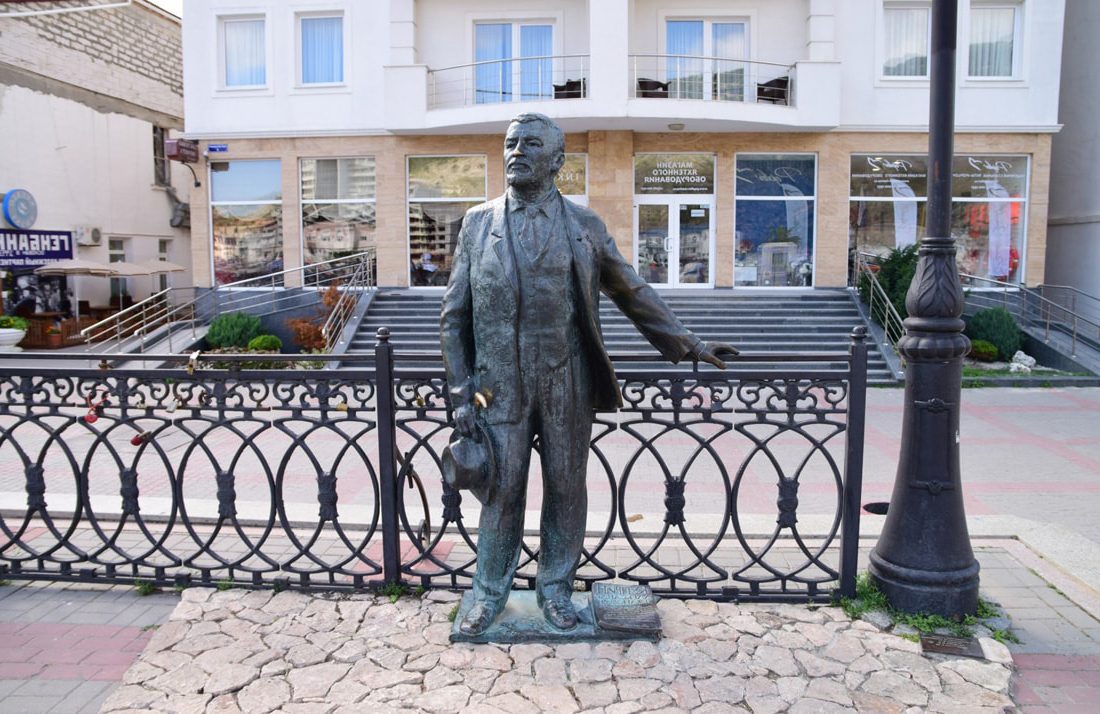
пам'ятник Купріну

човни на набережній
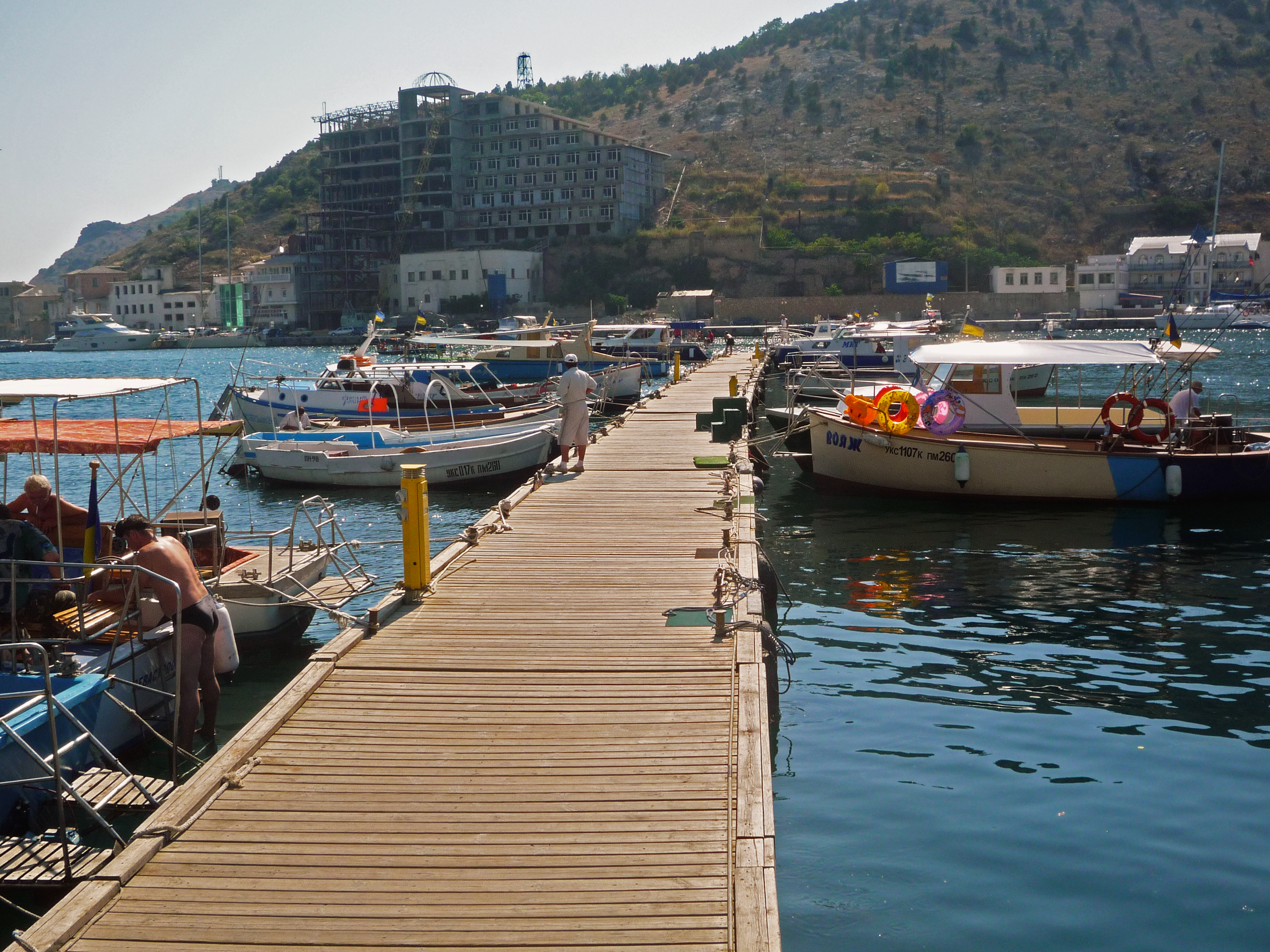
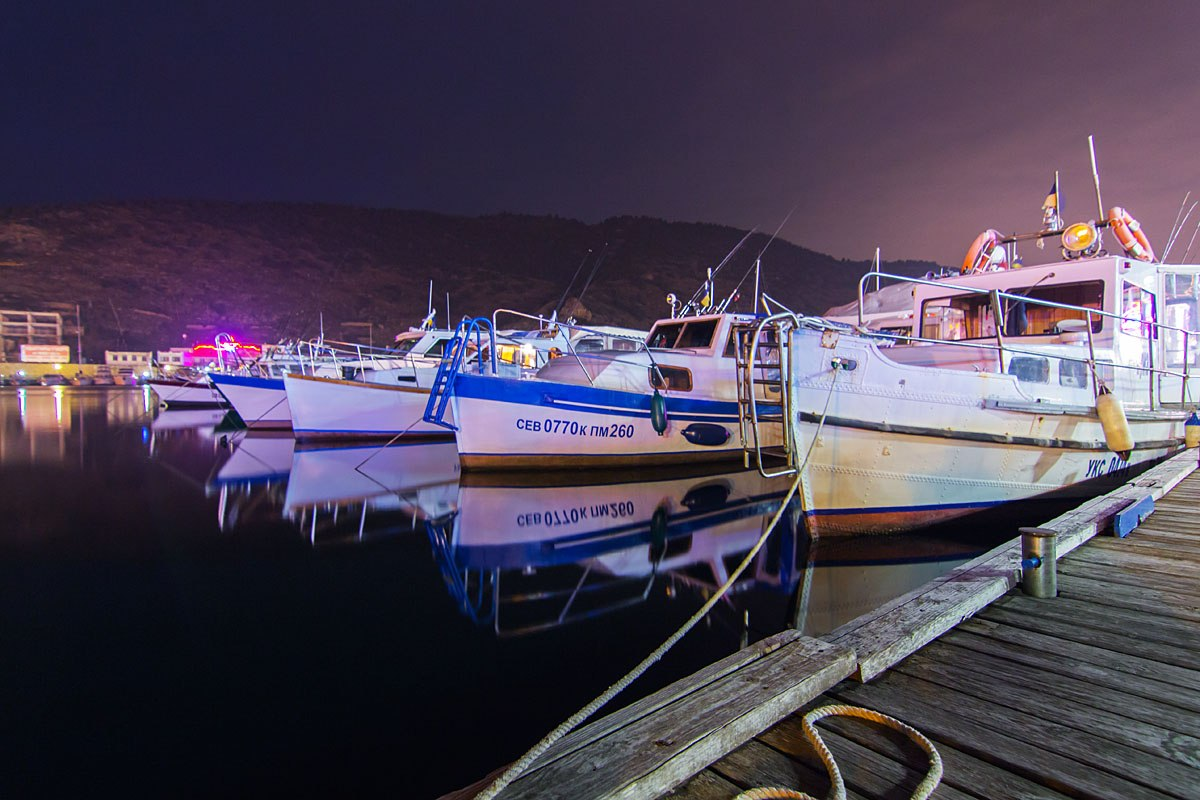
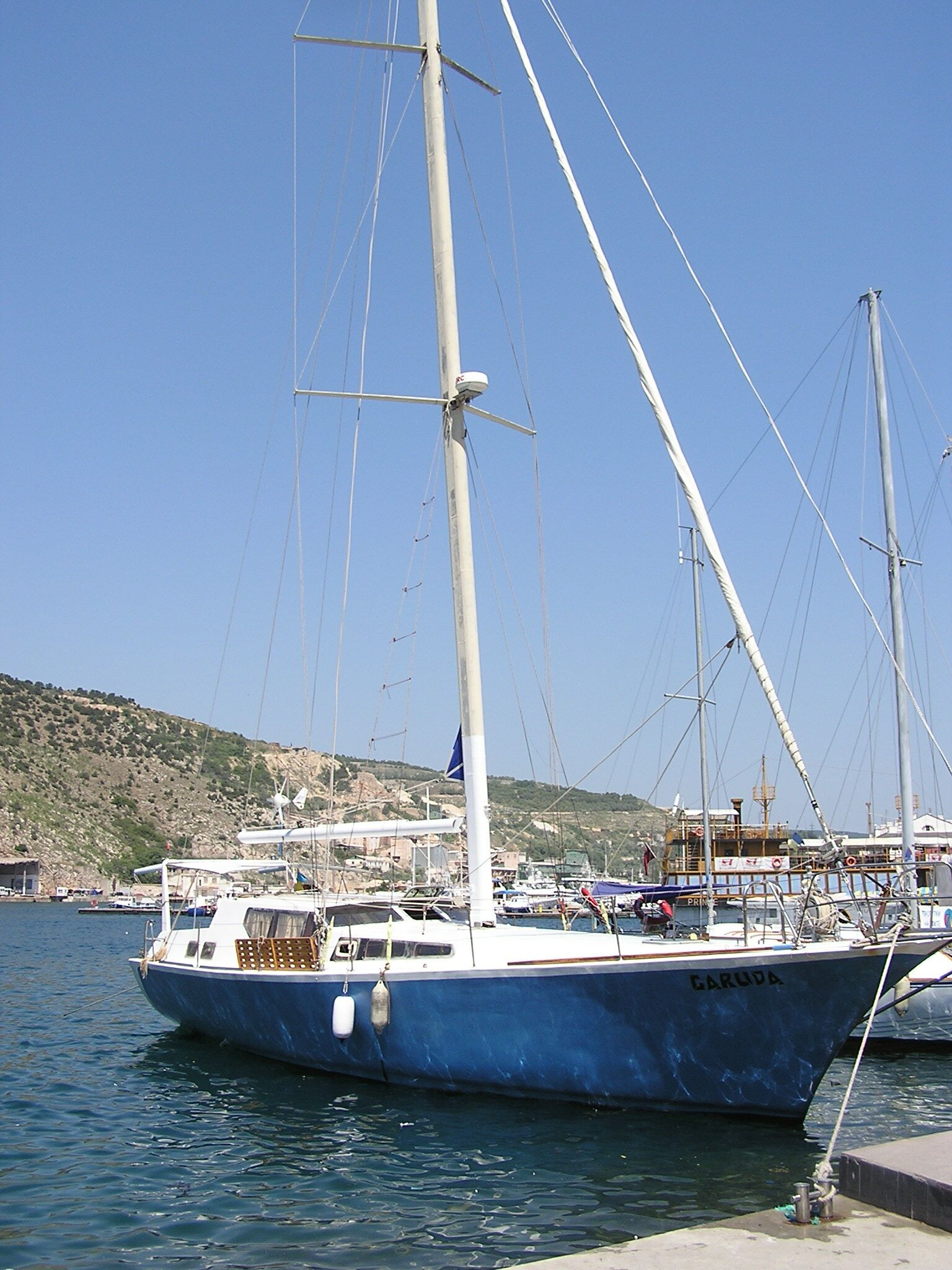